# Helgoland-Edinburgh-Regatta
Die Helgoland-Edinburgh-Regatta über 420 Seemeilen mit dem Ziel Granton vor der schottischen Hauptstadt Edinburgh findet alle zwei Jahre jeweils im Wechsel mit dem Pantaenius Rund Skagen Race im Anschluss an die Nordseewoche statt. Starttag ist traditionell Pfingstmontag.
Erstmals am Pfingstmontag 1968 wurde diese Langstreckenregatta über die offene Nordsee gestartet. Als ihr geistiger Vater gilt Meinhard Kohfahl aus Cuxhaven, der die Wettfahrt initiierte. Bei der ersten Wettfahrt 1968 waren nur fünf Yachten am Start. Sein Sohn Jens Kohfahl war zeitweise Wettfahrtleiter der 420-Seemeilen-Regatta, an der in den letzten Jahren jeweils mehr als 30 Crews teilnahmen. Die Yachten benötigen je nach Wetterlage zwei bis fünf Tage bis in den schottischen Hafen Edinburgh.
Die Edinburgh-Regatta war als Qualifikationsregatta für das Rolex Fastnet Race 2009 anerkannt.